# Urtinotherium
Genre
Espèces de rang inférieur
- † U. intermedium (espèce type) Chiu, 1962
- † U. incisivum Chow & Chiu, 1963
- † U. yagouense Qui et al., 2004
- † U. parvum Chow, 1958[1]

Synonymes
- † Turpanotherium Qui & Wang, 2007

Urtinotherium (littéralement « bête d'Urtyn ») est un genre éteint de rhinocéros sans cornes appartenant à la famille également éteinte des paracérathériidés, ayant vécu de la fin de l'Éocène au début de l'Oligocène, entre 47 et 35 millions d'années avant notre ère, dans ce qui est actuellement l'Asie. C'est un grand animal qui est étroitement lié à Paraceratherium et dont les premiers restes ont été découverts pour la première fois dans la région d'Urtyn Obo, situé en Mongolie intérieure, lieu sur lequel est basée l'étymologie d'Urtinotherium. D'autres spécimens référencés proviennent du nord de la Chine et de la Mongolie, voire peut-être même de la Roumanie, en raison de certains restes attribués découverts au sein de ce pays.

## Description
Urtinotherium est un représentant de la grande famille des Paraceratheriidae, et atteindrait presque les proportions de Paraceratherium. Il est connu à partir de plusieurs découvertes faites en Asie centrale et orientale, bien qu'aucun squelette complet ne soit actuellement connu. Le fossile holotype, catalogué IVPP V.2769, est une mâchoire inférieure complète mesurant 71,5 centimètres de longueur, comparable à la plus petite connue de Paraceratherium. La mâchoire est en forme de coin, très basse et avec des branches allongées. La symphyse est solide et étendue jusqu'au début des deuxièmes prémolaires. La dentition des mâchoires est complète, avec trois incisives antérieures et une canine. Les deux premières incisives font saillie vers l'avant avec une longueur de couronne de 4,9 centimètres, avec des formes similaires à des poignards. Les autres incisives et canines avaient des couronnes beaucoup plus petites. Entre chaque dent se trouve un petit espace, semblable à ses parents phylogénétiquement primitifs tels que Juxia. Ses dents postérieures, séparées des dents antérieures par un petit diastème, sont constituées de quatre prémolaires et de trois molaires. Celles-ci sont de structure similaire à celles de Paraceratherium, avec de petites prémolaires et de plus grosses molaires. Ces dernières ont des couronnes basses de type brachyodontes et avaient peu de plis d'émail.

## Classification
Urtinotherium appartient à la famille des Paraceratheriidae. Ceux-ci font à leur tour partie de la super-famille des Rhinocerotoidea et représentent donc des parents proches des rhinocéros actuels, qui sont les seuls représentants encore existants de ce taxon. Les paracérathères se distinguent par la formation de grandes incisives pointues dans leurs mâchoires supérieure et inférieure, tandis que les rhinocéros n'en ont que deux sur la mâchoire inférieure. Urtinotherium est considéré par Leonard Radinsky (en) comme une forme transitionnelle entre les paracérathères antérieurs, comme Juxia, et les formes ultérieures, telles que Paraceratherium et Indricotherium (ce dernier étant aujourd'hui reconnu sous le nom de Paraceratherium transouralicum).
Ce genre représente une forme primitive de paracérathères qui s'est développée à la fin de l'Éocène. Il descend peut-être de Juxia, qui a vécu pendant l'Éocène moyen dans le nord de la Chine, et qui partage avec lui un ensemble complet de dents dans ses mâchoires. Cependant, Urtinotherium en diffère de par sa taille corporelle plus grande et sa plus grande spécialisation dans les incisives. Urtinotherium et plus tard Paraceratherium forment la section la plus dérivée de la plus grande lignée de rhinocérotoïdes connue. Dans leur spécialisation, on souligne que par rapport à Urtinotherium, ils possèdent une dentition considérablement réduite avec seulement quelques incisives dans la mâchoire inférieure.
La première description d'Urtinotherium est publiée en 1963 par Zhou Ming-Zhen (en) et Chiu Chan-Siang, basée sur la mâchoire inférieure. L'espèce type est Urtinotherium incisivum. Le nom de genre vient de l'emplacement de sa découverte ainsi que du mot en grec ancien θηρίον / therion, signifiant « bête ». L'épithète spécifique fait référence à ses incisives allongées.

## Répartition
Les restes d'Urtinotherium sont principalement trouvables en Asie orientale et centrale, constitués principalement de fragments de mâchoire et de dents isolées. La mâchoire holotype a été découverte au début des années 1960 dans la formation Urtyn-Obo en Mongolie intérieure, qui date de l'Éocène supérieur. Des découvertes supplémentaires viennent de la province du Yunnan en Chine et des gisements de l'Éocène tardif de Khoer-Dzam en Mongolie. D'autres découvertes sont faites dans le bassin de Saissansee Aksyir Svita dans l'est du Kazakhstan, datant également du même âge. Le genre Urtinotherium aurait probablement survécu durant l'Oligocène inférieur, car des fossiles appartenant probablement à celui-ci ont été trouvés dans la Formation Mera de Transylvanie, en Roumanie.